# Hockey su ghiaccio al VII Festival olimpico invernale della gioventù europea
Le gare di hockey su ghiaccio al VII Festival olimpico invernale della gioventù europea si sono svolte dal 24 al 28 gennaio 2005 a Monthey, in Svizzera.
L'unico torneo disputato è stato il torneo maschile.

## Podi

### Ragazzi
| Evento          | Oro       | Argento  | Bronzo |
| Torneo maschile | Rep. Ceca | Svizzera | Russia |